# Kick and Kill
Kick and Kill is een Computerspel dat werd uitgegeven door Markt & Technik/64'er. Het spel kwam in 1993 uit voor de Commodore 64. Het spel is Engelstalig en speelt zich af op één scherm.